# 祥傳社
株式會社祥傳社（日语：株式会社祥伝社，しょうでんしゃ）是日本的綜合出版社，屬於一橋集團。祥傳社發行文藝新書、紀實文庫「黄金文庫」、祥傳社新書等書籍；以及小說雜誌《小説NON》、女性漫畫雜誌《FEEL YOUNG》等雜誌。祥傳社創業於1970年11月5日，創業地是阿佐谷。

## 外部連結
- 官方網站 （页面存档备份，存于）
- Twitter列表 （页面存档备份，存于）
- Facebook專頁列表 （页面存档备份，存于）